# Castell Csernovics de Macea
El castell de Csernovics (o Cernovici) és un monument històric i arquitectònic situat a Macea, al comtat d'Arad.

## Històric
La història del castell està vinculada a la de la família noble d'origen serbi Csernovics, que el 1720 rebre de l'Imperi Austríac el títol de noble. El 1724, Mihai i el seu fill Ioan van rebre diversos dominis, inclòs Macea. El mateix any s'inicien les obres d'una residència de la comuna. Les obres van acabar el 1745, any de la mort de Mihai. Durant aquest període, el castell només tenia una ala, l'ala est. L'esposa de Mihai, Ana, es converteix en la següent propietària i en la que comprarà els dominis Curtici i Cutos.
El nebot de Michael, Lazar Csernovics, fou qui va rebre el títol de comte el 1793. El 1804, Pavel Csernovics es va convertir en el propietari de la finca Macea, on hi posà residència. El seu fill, Peter, després d'un viatge a l'Orient Pròxim el 1845, va portar espècies exòtiques com Ginko Biloba al jardí del parc que envoltava el castell. Tot i això, Peter també és qui farà que la residència surti de les mans de la família Csernovics, perdent-la, segons alguns testimonis, en una partida d'un joc de cartes.
Els següents propietaris van ser la família Nagy Karolyi, en concret el primer Gyorgy Karolyi. El 1862 va començar una nova modificació del castell i una ampliació mitjançant la construcció de la segona ala i la torre de 30 metres d'alçada. Aquesta incorporació aporta al castell la semblança amb els models de moda de França. El seu fill, Tibor Karolyi, es va ocupar més de l'ampliació del parc, que passaria a tenir una superfície de 100 explotacions forestals plantades. El 1900, el propietari de la finca és Gyula Karolyi, que va portar el fotògraf Ruhm Odon a immortalitzar el castell. Actualment se n'ha conservat una imatge d'aquella època. Karolyi també és qui va afegir-hi una terrassa metàl·lica al vell cos.

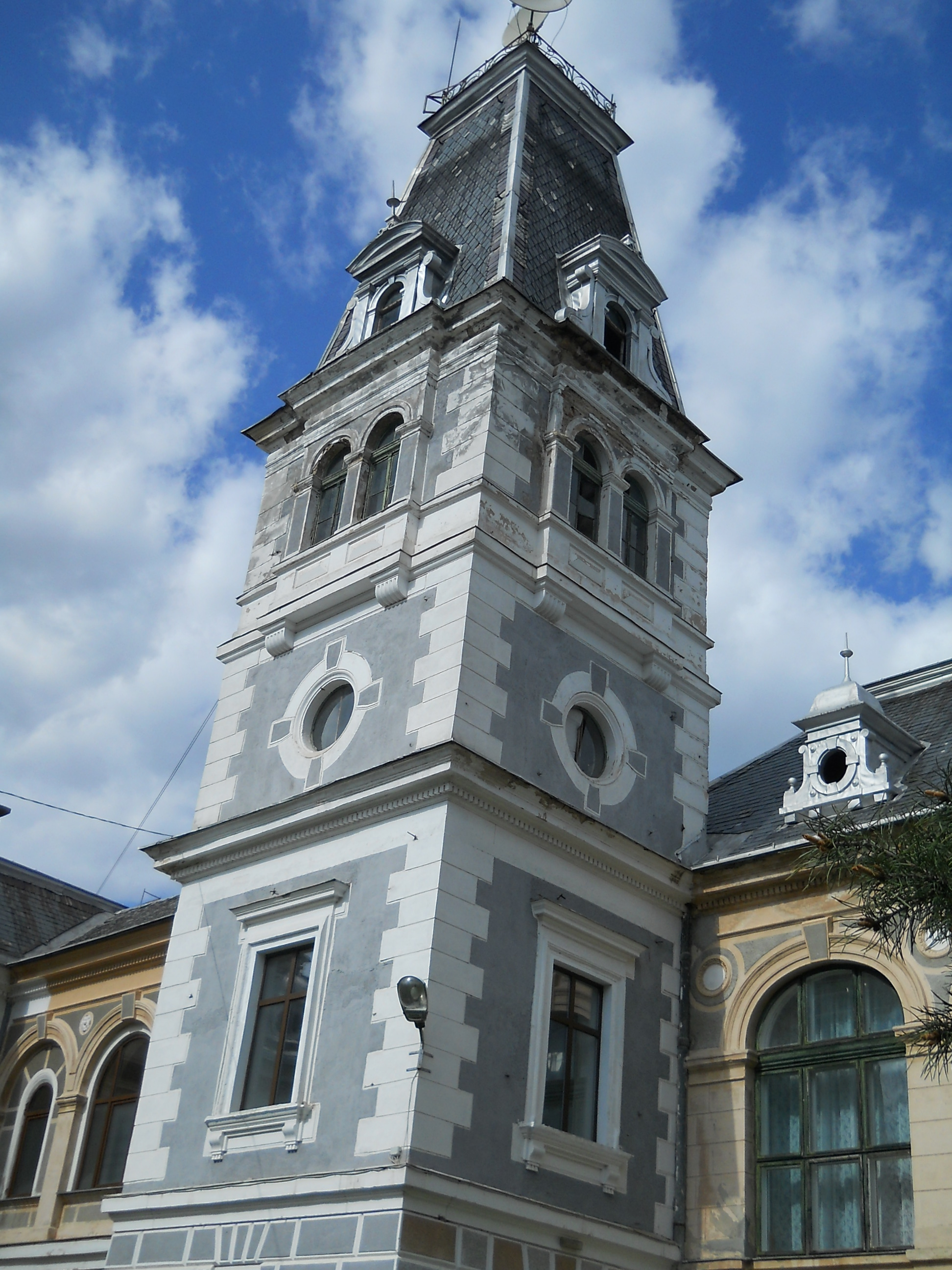
La torre del castell

Després del 1912, el comte ja no es va ocupar del castell, centrant-se especialment en la finca. A partir del 1920, Gyula Karolyi es va retirar a la seva residència a Budapest. El 1939, el castell i el parc van passar a ser propietat del metge Adam Iancu de Curtici. Va ser seu fins a la seva nacionalització el 1948. Després d'aquesta data, el castell tindrà diverses destinacions, com ara un orfenat, un asil per a invidents, un centre de reeducació per a nens orfes o la seu de la Cooperativa Agrícola.

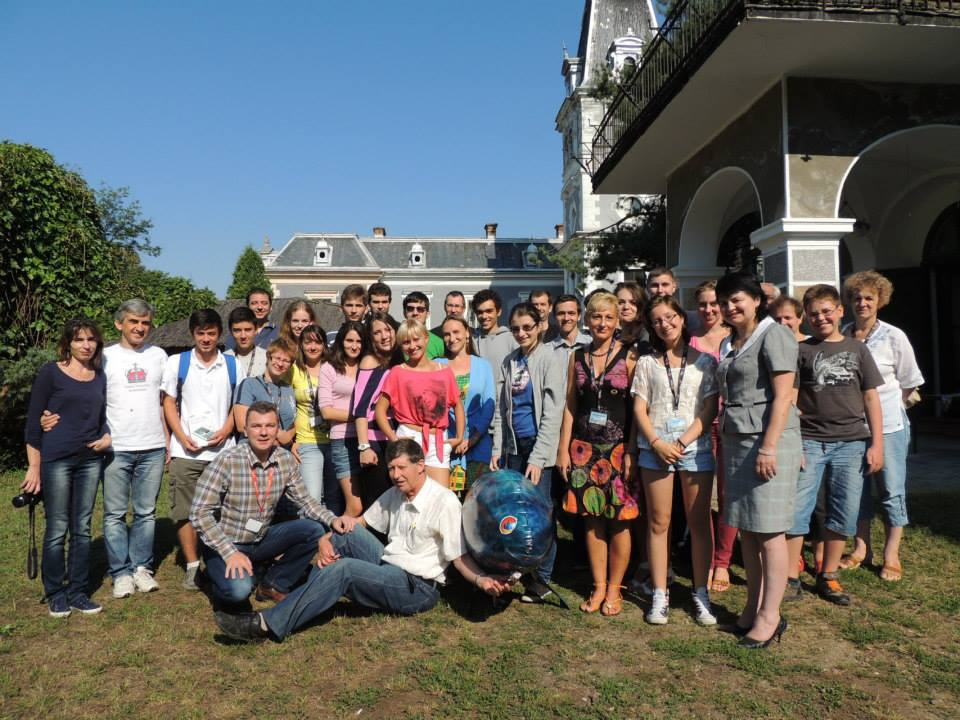
Foto de grup dels participants a l'Escola d'estiu de programari lliure “Informatica la Castel”, edició del 2013 - Castell de Chernovici de Macea, jud. Arad, Romania

Després de la Revolució, a partir del 1991, el castell i el jardí botànic van ser llogats per la Universitat Occidental “Arad” Vasile Goldiș, que finalment adquiriria. Després de les renovacions necessàries, la Universitat va passar a utilitzar el castell com a centre acadèmic de conferències, per a esdeveniments com reunions universitàries amb participació internacional o l'Escola d'estiu de programari lliure “Informatica la Castel” (escola anual d'informàtica i educació, des del 2003).

## Arquitectura
Des del punt de vista arquitectònic, el castell té una combinació d'estils. Hi ha elements del barroc tardà (a la planta baixa i a l'entrada principal) relatius a l'època en què el castell pertanyia a la família Csernovics. També a la part vella hi ha elements d'inspiració romana d'Orient (torretes), tot i que també es nota la manca de formes gòtiques. La nova part, construïda per la família Karolyi, és molt més senzilla i moderna.
La coberta està construïda amb bigues rectangulars i gruixudes i està coberta amb pissarra, col·locada en forma d'escates de peixos (presents a la torre gran i a les dues torretes). El pont del castell està pavimentat amb maons col·locats a la palanca.
Les claraboies són de fusta d'avet, recobertes amb xapa de zinc (posteriorment xapa galvanitzada)
La fonamentació és de pedra forestal (formigó ciclopà) i les parets són de maó. A la planta baixa, el gruix de les parets, en alguns llocs, és d'un metre. A la planta superior les parets són més primes.
L'entrada principal al castell es fa a través d'una gran porta de roure, situada sota la terrassa a l'oest. Per les escales de pedra tallada es pot pujar a dalt i des del llarg passadís es pot arribar a gairebé totes les habitacions de dalt. També des d'aquí es pot pujar a les golfes i a la terrassa principal. El gran vestíbul té una claraboia de vidre reforçat.
Pujant per una escala que també es troba al gran vestíbul s'arriba a la terrassa que hi ha a sobre de l'entrada. Aquí hi ha l'escut de la família Karolyi. Està fet de ceràmica cremada, aplicada a la paret, en un marc especialment construït. Al principi es va pensar que era l'escut de la família Csernovics, però després del descobriment del seu escut, els especialistes en heràldica el van atribuir a la família Karolyi. La barana té suports per a gerros de flors.

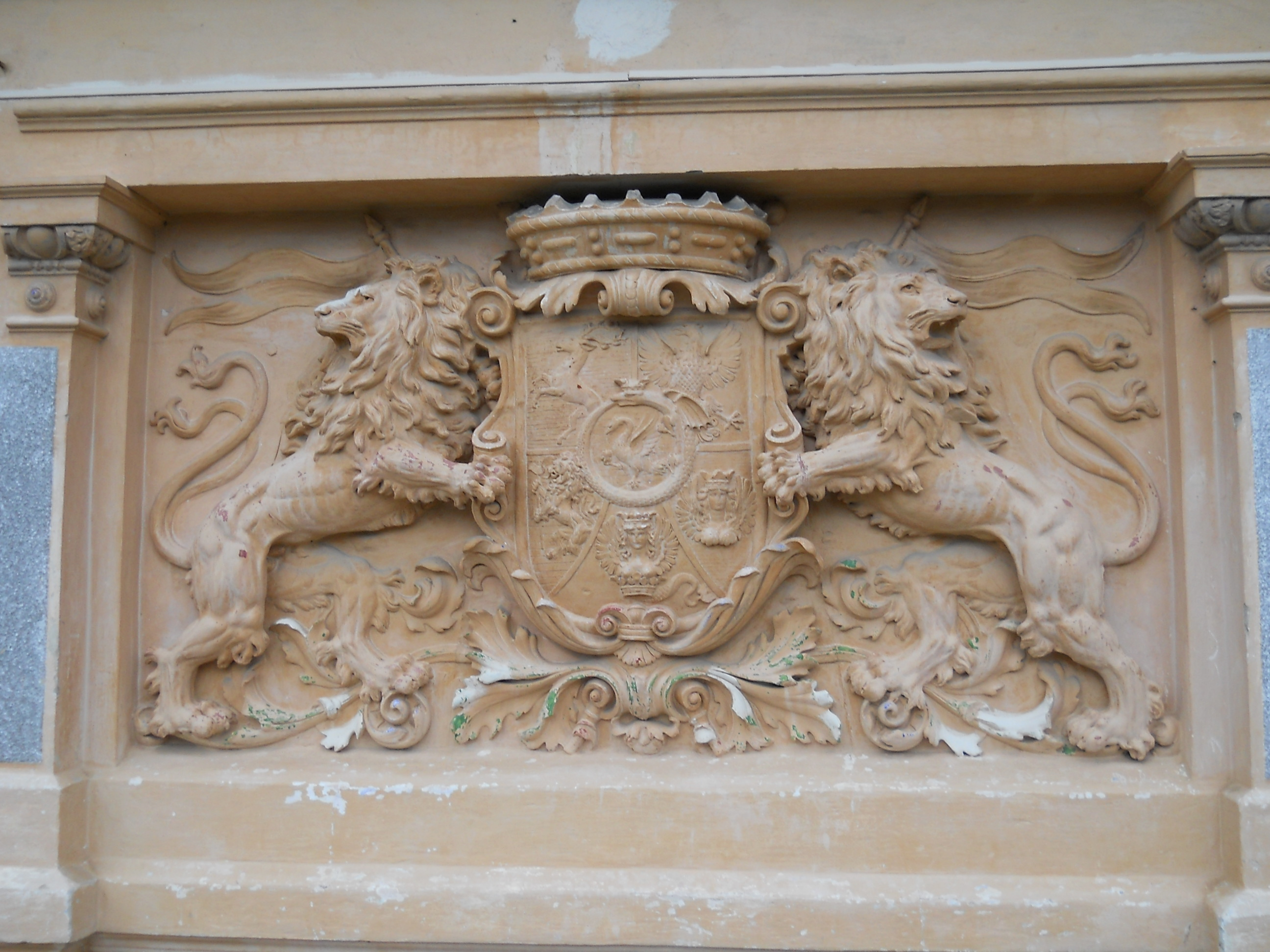
Escut d'armes de Nagy Karolyi

Les parets interiors del castell, al principi, eren simplement pintades amb calç, sobre les quals s'aplicaven diferents estampats de colors (flors, raïm, fruites, etc.), segons el destí de la sala. Més tard, la família Karolyi va aplicar paper pintat i les habitacions de dalt es van vestir amb cortines de diferents colors.
Les parets exteriors eren arrebossades, amb formes rectangulars impreses amb un patró semblant a un panal. Més tard, les parets es van cobrir d'heura, tenint cada costat una espècie diferent. L'heura es fixava en claus especials i es tallava plàstic a les finestres. Amb l'arribada dels comunistes, va ser enderrocada amb l'ajuda d'un tractor.

## La llegenda
Hi ha una llegenda local que fa referència a un centenar d'habitacions del castell, encara no descobertes. Segons alguns locals que estaven al parc després de mitjanit, van sentir el so d'un piano que se suposava que tocava el mateix comte Karolyi, i es trobava a la sala número 100.

## Jardí Botànic
Estretament relacionada amb la història del castell, hi ha la història del jardí botànic dins del qual es troba la residència noble. Començat per la família Csernovics, principalment Mihai, el primer a voler dibuixar un parc al voltant de l'edifici que estava en construcció. Quan Karolyi va comprar el parc, tenia una superfície de 10 hectàrees (20 acres). Durant l'època de Tibor Karolyi, la finca ja tenia 100 explotacions forestals plantades i poblades de faisans (els locals la van anomenar faisà). Amb la contractació de Iosif Prohaska comença un període en què es gestiona l'aspecte extern i la zona dendrològica. Així, s'organitzen el pou artesà i una pista de tennis. El 1968 es va convertir oficialment en parc dendrològic. El 1990 es va traslladar a la propietat de la Universitat "Vasile Goldiș" d'Arad, en quatre anys es va convertir en jardí botànic.

## Galeria

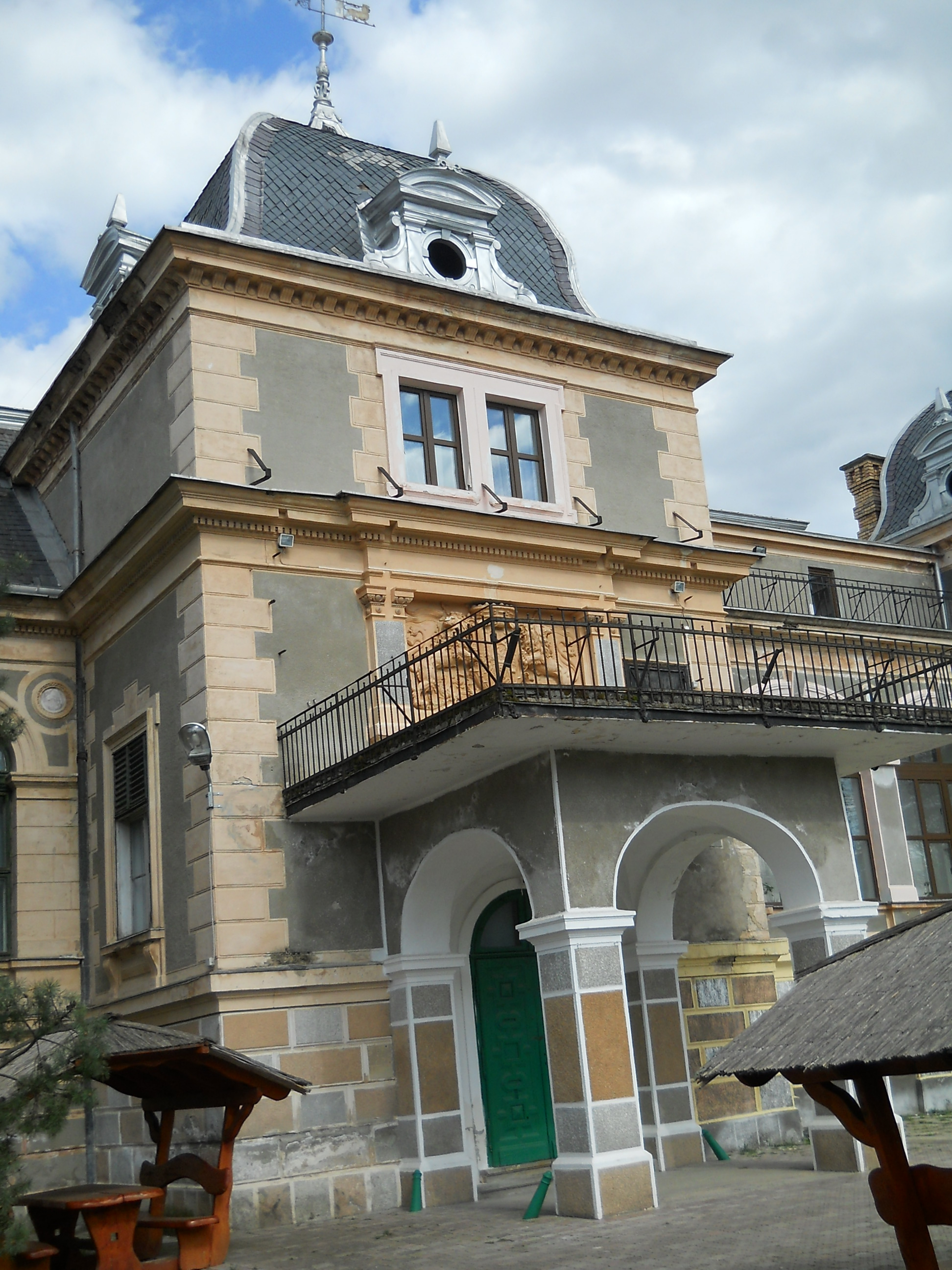
Entrada principal
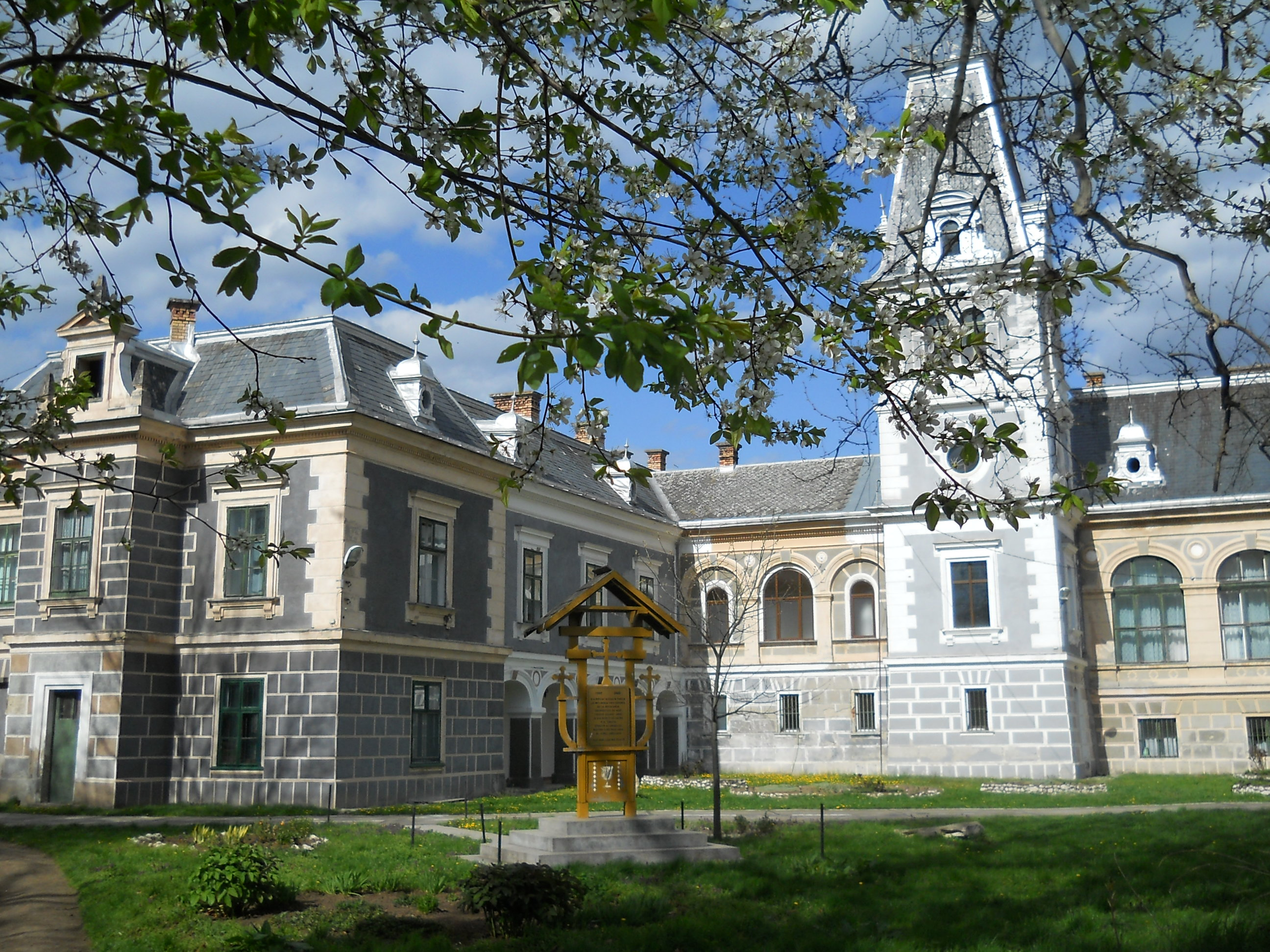
Aripa Karolyi
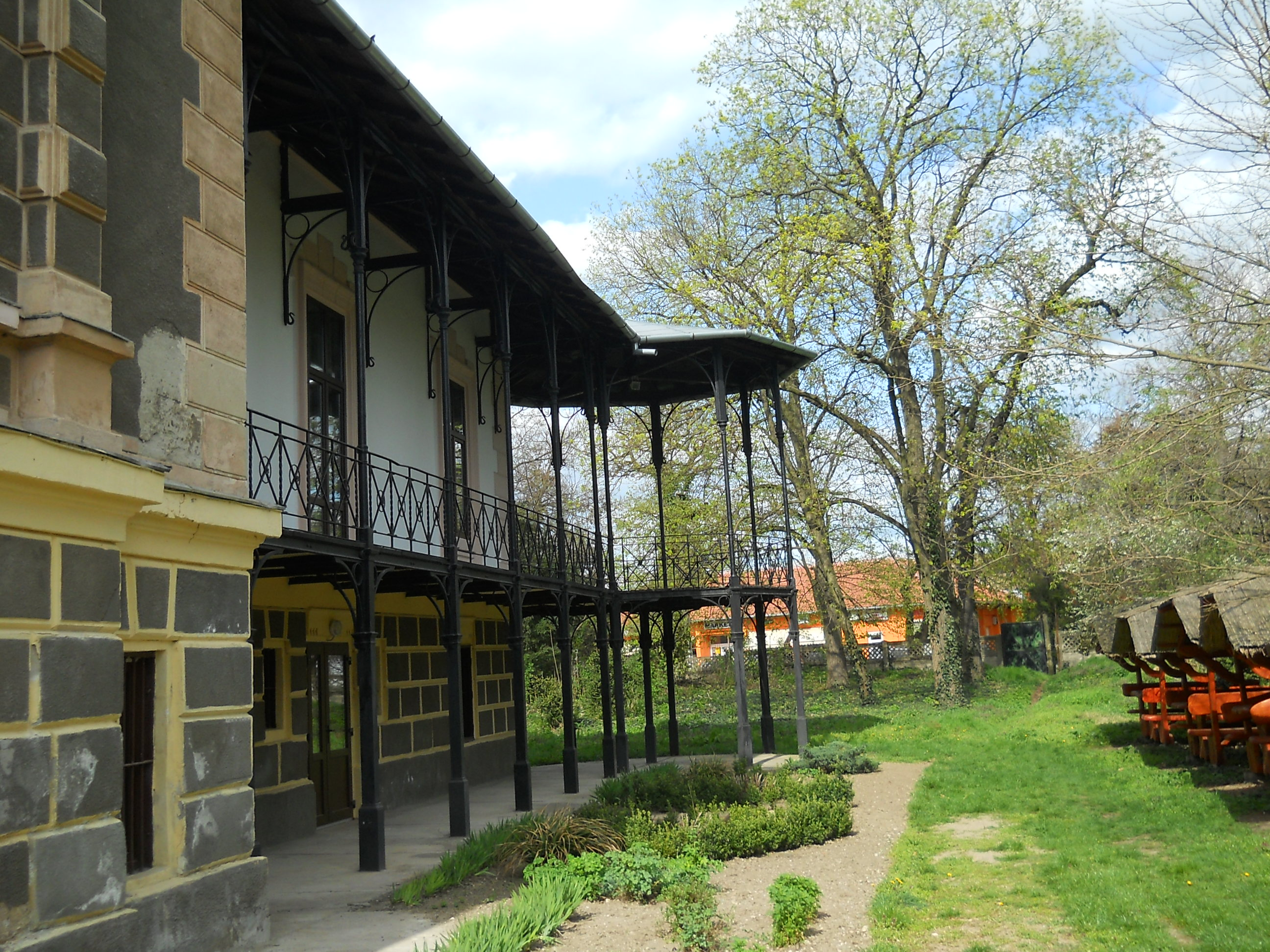
Terrassa del castell
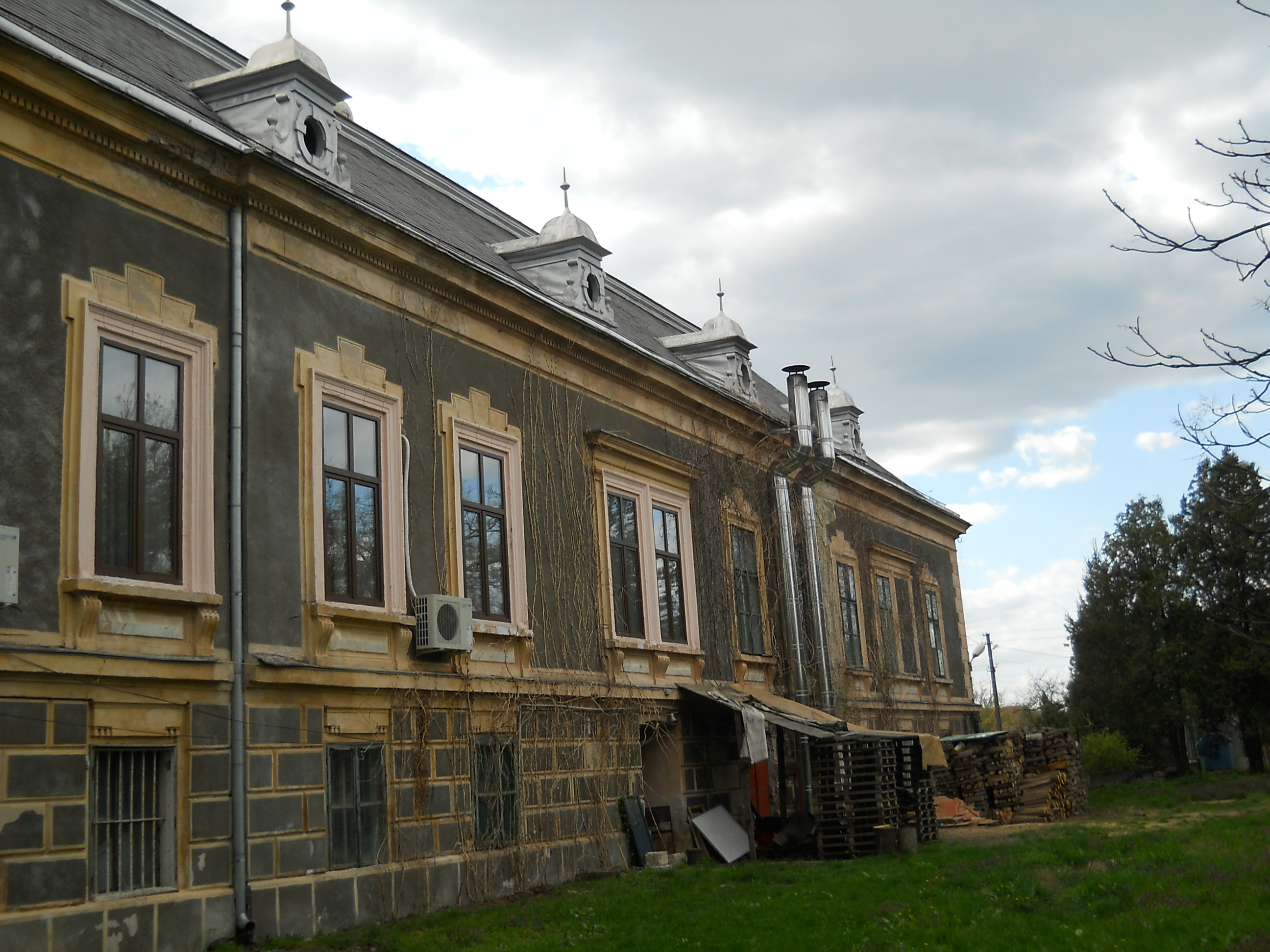
La part de la carretera
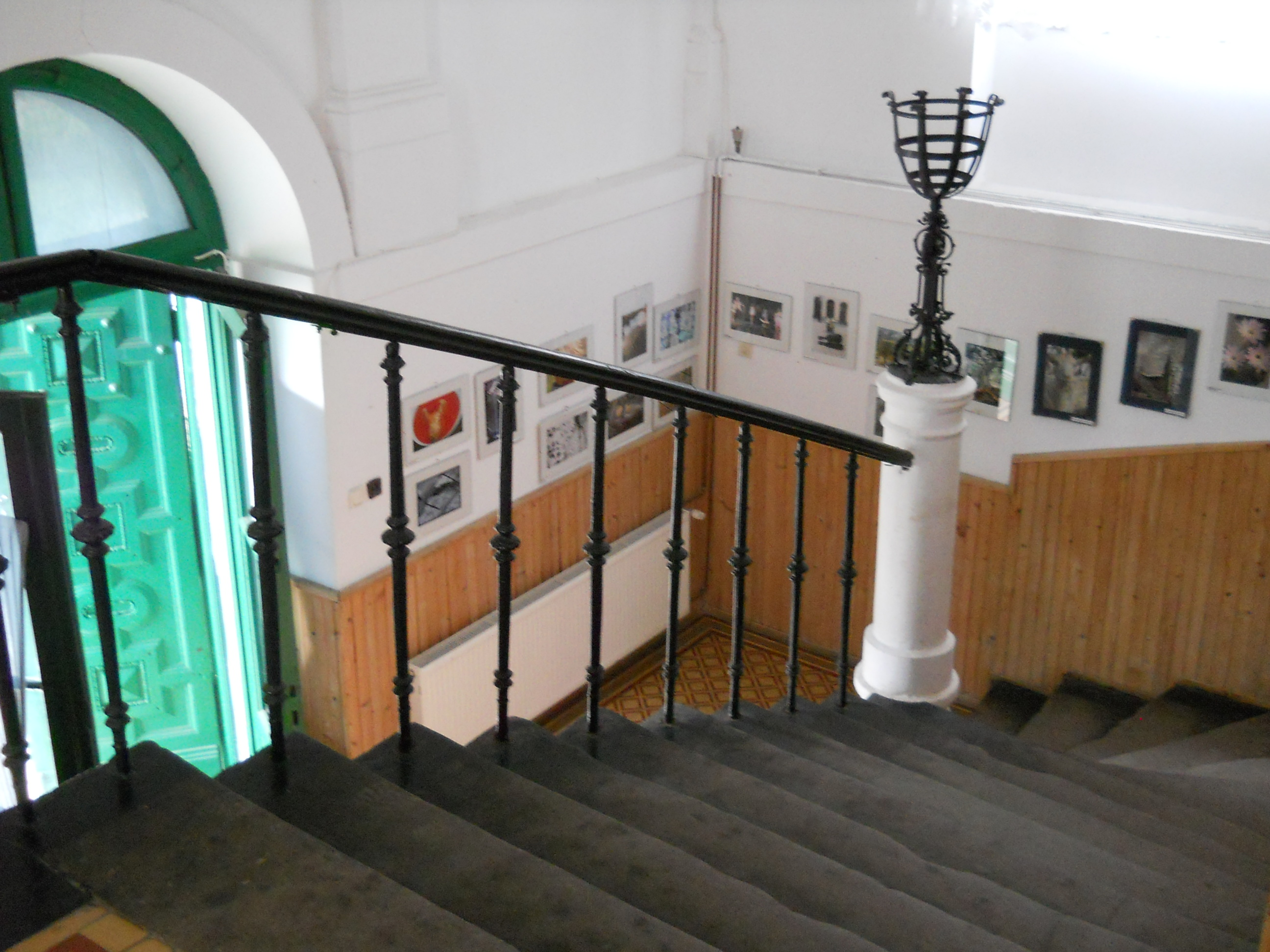
L'escala principal
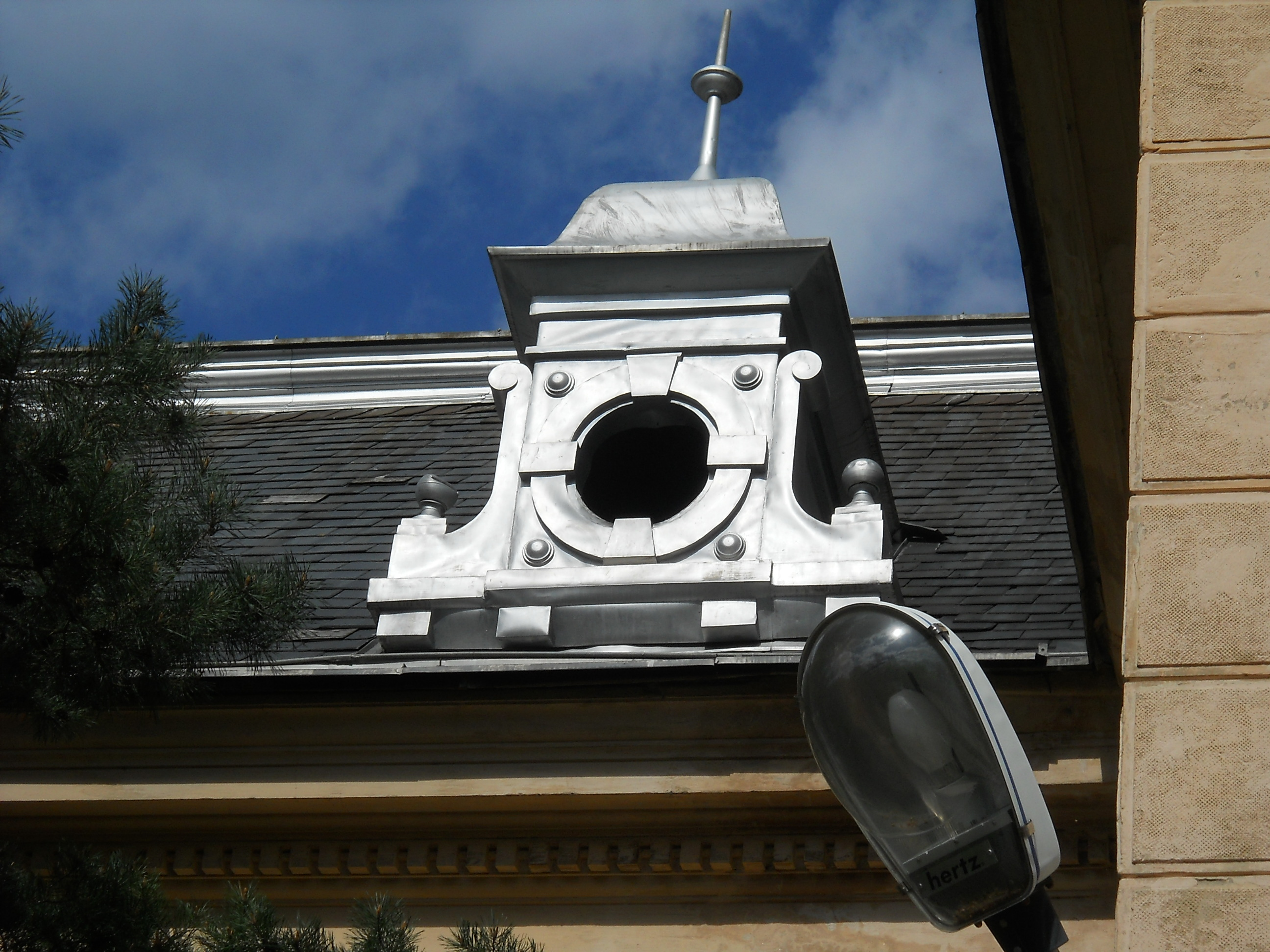
El temps a Lucarna
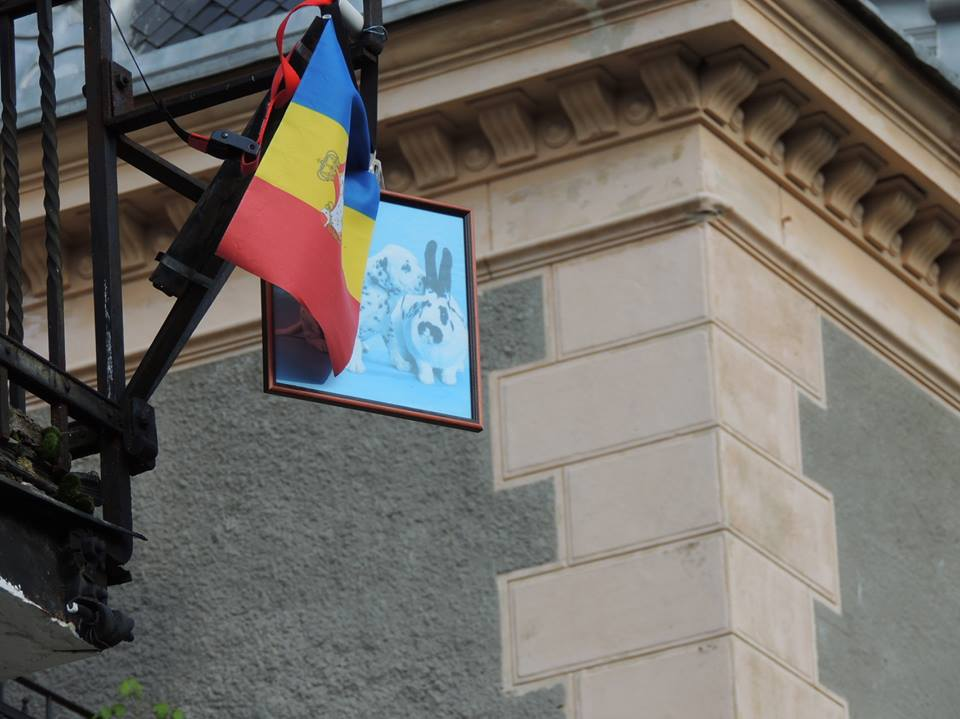
Una bandera tricolor romanesa amb l'escut reial, hissada al castell de Chernovici durant l'Escola d'Estiu de Programari Lliure "Informatica la Castel", edició 2014